# Súðavíkurhreppur
Súðavíkurhreppur est une municipalité située sur la côte nord-ouest de l'Islande.